# چیستوپول
شهر چیستوپول (به روسی: Чистополь) در کشور روسیه و در جمهوری تاتارستان واقع شده‌است.